# Đài truyền hình Tiệp Khắc
Đài truyền hình Tiệp Khắc (tiếng Czech: Československá televize, tiếng Slovak: Česko-slovenská televízia, viết tắt: ČST) được thành lập vào ngày Quốc tế Lao động - 1 tháng 5 năm 1953 và tồn tại cho đến ngày 31 tháng 12 năm 1992, khi Nhà nước Tiệp Khắc tuyên bố giải thể.
Hiện nay, Đài truyền hình Tiệp Khắc được kế thừa bởi:
- Đài truyền hình Czech (ČT)
- Đài truyền hình Slovakia (STV)

## Lịch sử hình thành và phát triển

### Tổng giám đốc
| Tên               | Năm bắt đầu | Năm kết thúc |
| ----------------- | ----------- | ------------ |
| Karel Kohout      | 1953        | 1958         |
| Milan Krejčí      | 1958        | 1959         |
| Adolf Hradecký    | 1959        | 1963         |
| Jiří Pelikán      | 1963        | 1968         |
| Bohumil Švec      | 1968        | 1968         |
| Josef Šmídmajer   | 1968        | 1969         |
| Jan Zelenka       | 1969        | 1989         |
| Libor Batrla      | 1989        | 1989         |
| Miroslav Pavel    | 1989        | 1990         |
| Jindřich Fairaizl | 1990        | 1990         |
| Jiří Kantůrek     | 1990        | 1992         |

## Phát sóng
- Ngày phát sóng đầu tiên: 25 tháng 2, 1954